# Casa Vilà (Lleida)
La Casa Vilà és un bloc de pisos a la ciutat de Lleida. Edifici plurifamiliar en cantonera, de planta baixa i quatre plantes. Façana amb elements històrics de composició clàssica i senzilla. S'organitza al voltant d'una escala petita que dona accés als habitatges.